# Zo-Ge
Zo-Ge är ett distrikt i Liberia.   Det ligger i regionen Nimba County, i den östra delen av landet, 260 km öster om huvudstaden Monrovia.